# Aquilin (Heiliger)

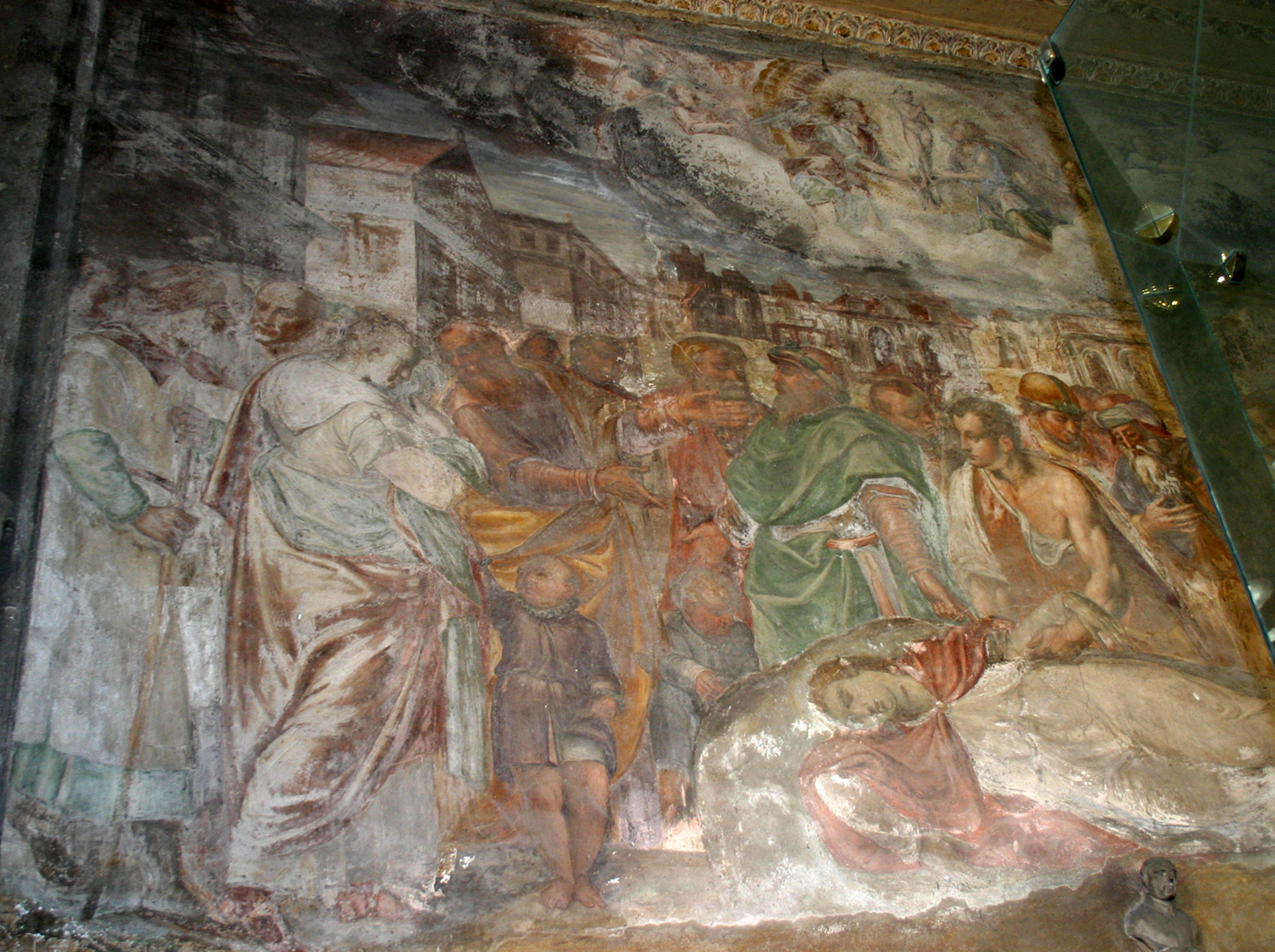
Carlo Urbino (1489), Die Auffindung der Gebeine des hl. Aquilin, Mailand, San Lorenzo, Aquilinus-Kapelle

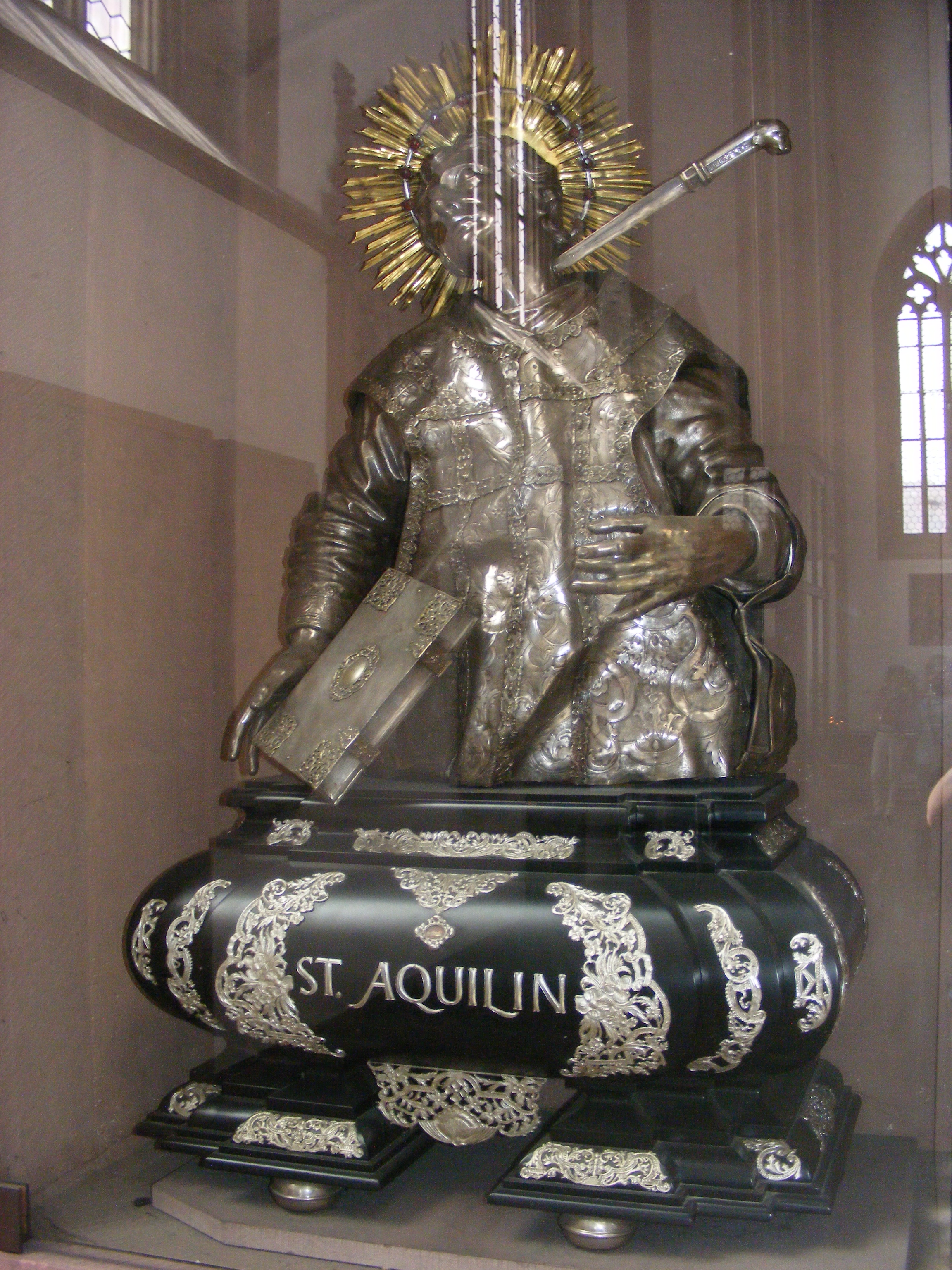
Barockes Reliquiar von 1715 des hl. Aquilin, Würzburg, Marienkapelle

Aquilin, auch Wezelin (* um 970 in Würzburg; † vor 1018 in Mailand), ist ein Heiliger der katholischen Kirche, der besonders in Mailand und in Würzburg verehrt wird. Seine Biografie ist unsicher überliefert. Selbst die Angaben seiner Lebensdaten schwanken um Jahrhunderte. Sein Gedenktag ist der 29. Januar.

## Leben
Aquilin war Dompropst am Kölner Dom. In dieser Eigenschaft unternahm er eine Reise nach Rom und machte in Mailand Station. Dort wurde er von einer Gruppe von Häretikern überfallen und erstochen.

## Verehrung
Die liturgische Verehrung Aquilins begann in Mailand um 1400 mit der wunderhaften Auffindung seiner sterblichen Überreste. Sie wurden in der Kirche San Lorenzo Maggiore in der Genesius-Kapelle beigesetzt. Diese wurde im 16. Jahrhundert unter Karl Borromäus in Cappella di Sant'Aquilino umbenannt.
1705 und 1854 wurden Reliquien des Heiligen in die Würzburger Kirchen St. Marien (die Marienkapelle am Marktplatz) und St. Peter und Paul überführt. Der barocke Schrein der St.-Aquilinius-Reliquie in der Marienkapelle stammt aus dem Jahr 1715.

## Patrozinien

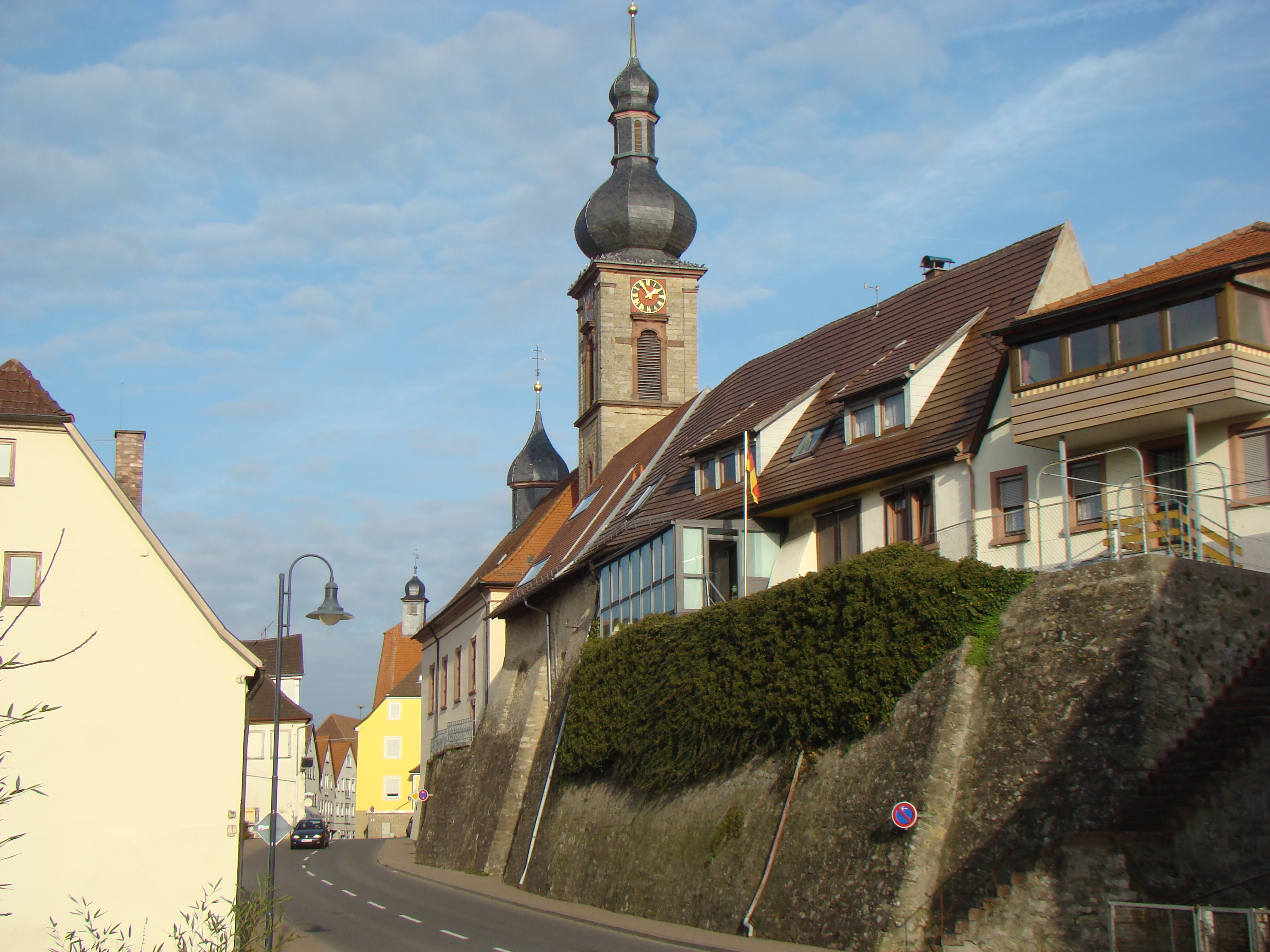
St. Aquilinus-Kirche in Boxberg

Die Aquilinuskirche in Boxberg sowie die Kirche St. Johannes der Täufer und St. Aquilin in Untereßfeld sind dem heiligen Aquilin geweiht. 
Daneben ist ihm auch ein Altar in der Würzburger Innenstadtkirche St. Peter und Paul geweiht.